# Wychódźc
Wychódźc (prononciation : [ˈvɨxut͡ɕt͡s]) est un village polonais de la gmina de Czerwińsk nad Wisłą dans le powiat de Płońsk de la voïvodie de Mazovie dans le centre-est de la Pologne.
Il se situe à environ 9 kilomètres à l'est de Czerwińsk nad Wisłą (siège de la gmina), 27 kilomètres au sud de Płońsk (siège du powiat) et à 45 kilomètres au nord-ouest de Varsovie (capitale de la Pologne).
Le village compte approximativement une population de 340 habitants.

## Histoire
De 1975 à 1998, le village appartenait administrativement à la voïvodie de Płock.